# ميغيل رومو ميدينا
ميغيل رومو ميدينا (بالإسبانية: Miguel Romo Medina)‏ هو سياسي مكسيكي، ولد في 19 يناير 1949 في مدينة أغواسكاليينتس في المكسيك. حزبياً، نشط في الحزب الثوري المؤسساتي. وقد انتخب عضو مجلس الشيوخ من المكسيك.